# Belvèze
Belvèze är en kommun i departementet Tarn-et-Garonne i regionen Occitanien i södra Frankrike. Kommunen ligger i kantonen Montaigu-de-Quercy som tillhör arrondissementet Castelsarrasin. År 2022 hade Belvèze 221 invånare.

## Befolkningsutveckling
Antalet invånare i kommunen Belvèze
| Referens: INSEE |